# José María Pino Suárez (Huimanguillo)
José María Pino Suárez es una localidad del municipio de Huimanguillo ubicado en la subregión de la Chontalpa del estado mexicano de Tabasco.

## Geografía
La localidad de José María Pino Suárez se sitúa en las coordenadas geográficas 17°32′15″N 93°32′56″O / 17.537500, -93.548889, a una elevación de 69 metros sobre el nivel del mar.

## Demografía
Según el Conteo de Población y Vivienda 2020, efectuado por el Instituto Nacional de Estadística y Geografía, la localidad de José María Pino Suárez tiene 207 habitantes, de los cuales 95 son del sexo masculino y 112 del sexo femenino. Su tasa de fecundidad es de 3.05 hijos por mujer y tiene 42 viviendas particulares habitadas.
| Gráfica de evolución demográfica de Ignacio Gutiérrez 4.ª Sección entre 1990 y 2020 |
|                                                                                     |
| INEGI.                                                                              |